# Dongbuyeo
Dongbuyeo fue un antiguo reino coreano que se desarrolló a partir del reino de Buyeo, hasta que fue conquistado por los primeros Goguryeo, que luego se convirtió en uno de los Tres Reinos de Corea. Según el libro de historia coreano Samguk Sagi, el reino se estableció cuando el rey de Buyeo, Hae Buru, trasladó la capital hacia el este junto al mar.

## Fundación
Según el libro Samguk Sagi y otras versiones, el reino de Dongbuyeo se ramificó hacia el este de Buyeo, cerca de la tierra de Okjeo. La historia fundacional dice que Hae Buru encontró un niño rana dorada debajo de una gran roca y que tanto lo impresionó que lo adoptó. Hae Buru nombró al niño Geumwa, que significa rana dorada, y más tarde lo hizo príncipe heredero.
Geumwa se convirtió en rey después de la muerte de Hae Buru. No mucho después, el rey Geumwa rechazó la sumisión de su padre a Buyeo y se declaró a sí mismo «Rey Supremo» y le dio el título póstumo a su padre, Hae Buru. En Ubalsu, al sur de la montaña Taebaek, Geumwa conoció a Lady Yuhwa (Hangul: 유화 부인, Hanja: 柳花 夫人), la hija repudiada de la deidad china del río Amarillo Habaek (Hangul: 하백 ; Hanja : 河伯 ), y la trajo de vuelta a su palacio. Ella fue impregnada por la luz del sol y puso un huevo, del cual nació Jumong (Hangul: 주몽 ; Hanja : 朱 蒙).
Los hijos de Geumwa estaban resentidos con Jumong, y aunque Geumwa trató de protegerlo, Jumong huyó a Jolbon (Buyeo), donde más tarde estableció Goguryeo.
El hijo mayor de Geumwa, Daeso, se convirtió en el siguiente rey de Dongbuyeo. El rey Daeso atacó a Goguryeo durante el reinado de su segundo gobernante, el rey Yuri. Posteriormente, el tercer gobernante de Goguryeo, el rey Daemusin, atacó a Dongbuyeo y mató al Rey Daeso. Después de la lucha interna, Dongbuyeo cayó, y su territorio fue absorbido por Goguryeo.

## Conquista
Según otros registros, Jumong era de Buyeo, no de Dongbuyeo. Según la estela de Gwanggaeto, Dongbuyeo era un afluente de Goguryeo. Dongbuyeo fue revivido brevemente por un pequeño estado establecido alrededor de 285 por refugiados de Buyeo. Este estado fue conquistado por el rey Gwanggaeto el Grande de Goguryeo en 410.
Aunque la cronología es inconsistente en el Samguk Sagi, una leyenda dice que Wutae, el padre del fundador de Baekje y primer gobernante, Onjo de Baekje, era un hijo de Hae Buru.